# 리청구 (취안저우시)

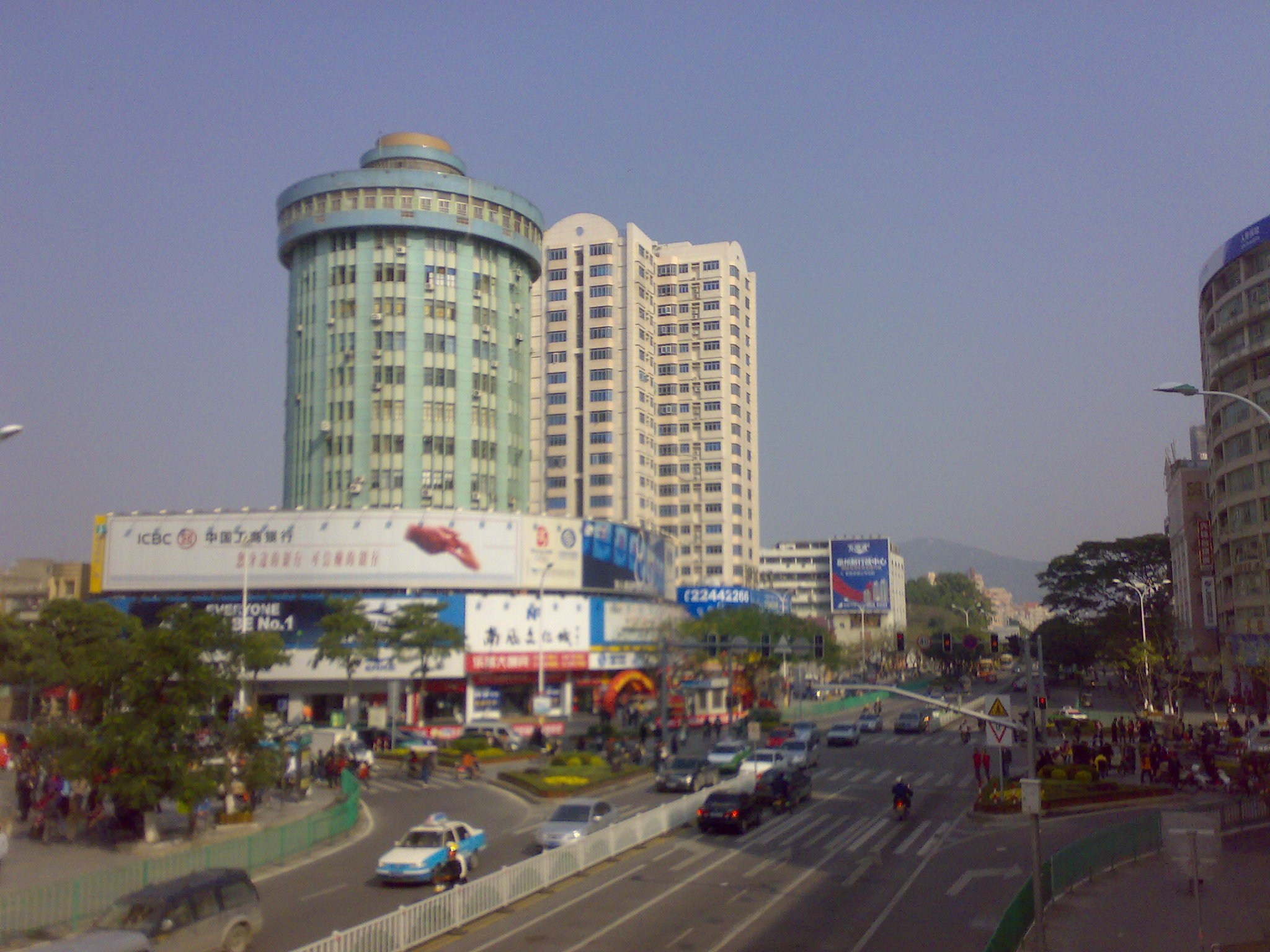

리청구(한국어: 이성구, 중국어: 鯉城區, 병음: Lǐchéng Qū)는 중화인민공화국 푸젠성 취안저우시의 현급 행정구역이다. 넓이는 52 km2이고, 인구는 2007년 기준으로 260,000명이다.

## 행정 구역
8개 가도를 관할한다.
- 가도: 강남 가도(江南街道), 부교 가도(浮橋街道), 김룡 가도(金龍街道), 상태 가도(常泰街道), 개원 가도(開元街道), 이중 가도(鯉中街道), 해빈 가도(海濱街道), 임강 가도(臨江街道).